# Hayat Quasir
Hayat Quasir ou Hayat Kassir, née le 19 janvier 1984, est une lutteuse marocaine.

## Carrière
Hayat Quasir est médaillée d'or dans la catégorie des moins de 67 kg aux championnats d'Afrique 2005 à Casablanca, 19e dans la catégorie des moins de 67 kg aux championnats du monde 2005 à Budapest, médaillée d'argent dans la catégorie des moins de 67 kg aux championnats d'Afrique 2006 à Pretoria, médaillée de bronze dans la catégorie des moins de 67 kg aux championnats d'Afrique 2007 au Caire et 6e dans la catégorie des moins de 72 kg aux championnats d'Afrique 2009 à Casablanca.